# Batalha de Varsóvia (1656)

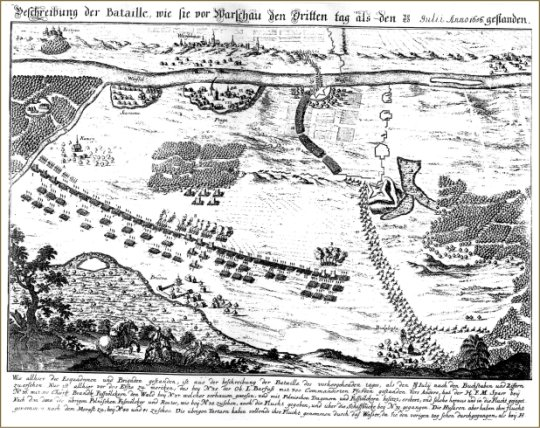
"Batalha de Varsóvia no terceiro dia", um mapa contemporâneo

A Batalha de Varsóvia (alemão: Schlacht von Warschau; polonês: Bitwa pod Warszawą; sueco: Tredagarsslaget vid Warschau) ocorreu perto de Varsóvia em 28 de julho a 30 de julho [O.S. 18 a 20 de julho] 1656, entre os exércitos poloneses - República das Duas Nações e Suécia e Brandemburgo. Foi uma grande batalha na Segunda Guerra do Norte entre a Polônia e a Suécia no período de 1655-1660, também conhecido como O Dilúvio. De acordo com Hajo Holborn, marcou "o início da história militar prussiana".
Na batalha, uma força sueca-brandemburguesa menor, mas com a superioridade de fogo da infantaria e da artilharia, obteve a vitória sobre uma força polonesa-lituana superior em número, embora a longo prazo a vitória tenha alcançado pouco. As perdas polonês-lituanas foram insignificantes, uma vez que o recrutamento de nobres poloneses prontamente e ininterruptamente se retirou do campo de batalha.